# Christer Mattiasson
Christer Mattiasson (* 29. Juli 1971 in Borås) ist ein ehemaliger schwedischer Fußballspieler, der mittlerweile als Trainer tätig ist. Der Stürmer, der 1997 Torschützenkönig der Allsvenskan war, bestritt 1998 zwei Länderspieleinsätze für die schwedische Nationalmannschaft. Mit den Erzrivalen AIK und Djurgårdens IF gewann er jeweils nationale Titel. Als Trainer des Lokalkonkurrenten IF Brommapojkarna schaffte er den Durchmarsch aus Drittklassigkeit in die Allsvenskan, seit 2025 ist er als Trainerassistent bei Djurgårdens IF tätig.

## Sportlicher Werdegang

### Spielerkarriere
Mattiasson spielte in der Jugend bei Mariedals IK und Byttorps IF. 1992 debütierte der Stürmer für IF Elfsborg in der zweitklassigen Division 1. Am Ende der Spielzeit 1996 gelang ihm mit dem Verein die Rückkehr in die Allsvenskan, wo er in der Spielzeit 1997 gemeinsam mit Mats Lilienberg und Dan Sahlin mit 14 Saisontoren Torschützenkönig wurde. damit avancierte er zum schwedischen Nationalspieler, am 24. Januar 1998 debütierte er als Einwechselspieler für Mattias Jonson bei einer 0:1-Niederlage gegen die Vereinigten Staaten im Auswahltrikot. Fünf Tage später stand er beim Länderspiel gegen Jamaika an der Seite von Lilienberg in der Startformation, das 0:0-Unentschieden blieb sein letzter Nationalmannschaftseinsatz.
Vor Beginn der Spielzeit 1999 schloss er sich AIK Solna an, mit dem er den Svenska Cupen holte. Dabei kam er in jeweils Hin- und Rückspiel gegen IFK Göteborg zum Einsatz, Patrick Englunds Tor zum 1:0-Hinspielsieg bedeutete dabei nach dem 0:0-Remis im Rückspiel den Titelgewinn. Anfangs Stammspieler saß er im weiteren Zeitverlauf häufiger auf der Ersatzbank und kam als Einwechselspieler zum Einsatz. Somit kam er in zwei Spielzeiten auf 43 Meisterschaftsspiele, dabei erzielte er 16 Tore.
Nachdem er noch die Vorbereitung zur Spielzeit 2001 bei AIK verbracht hatte, wechselte er im Frühjahr nach Norwegen in Tippeligaen zu Lillestrøm SK. Hier blieb ihm jedoch der Durchbruch verwehrt, so dass er bereits im Sommer nach Schweden zurückkehrte und sich Djurgårdens IF anschloss. Dort zeigte er sich verletzungsanfällig und kam nur unregelmäßig zum Einsatz. Während der Klub in der Spielzeit 2002 und Spielzeit 2003 jeweils den Meistertitel gewann, verließ er im Sommer 2003 den Klub und ging zu IF Brommapojkarna in die Superettan. 2005 beendete er dort seine Profilaufbahn.

### Trainerlaufbahn
Ab 2006 war Mattiasson als Spielertrainer bei Vallentuna BK in der viertklassigen Division 2 tätig, mit dem er Ende 2010 in die Fünftklassigkeit abstieg. Nach einem erneuten Abstieg 2011 trennten sich die Wege.
2012 übernahm Mattiasson das Traineramt beim Viertligisten Valsta Syrianska IK, mit dem er in die drittklassige Division 1 aufstieg. Dabei setzte er sich vereinzelt noch selbst ein. Zwischen 2015 und 2020 trainierte er Sollentuna FK, auch hier gelang ihm der Aufstieg in die dritte Liga.
Ende 2020 verpflichtete Drittligist IF Brommapojkarna Mattiasson als Nachfolger von Shaun Constable, wo er einen bis Ende 2023 gültigen Vertrag unterzeichnete. Nach der Meisterschaft in der Drittliga-Saison 2021 führte er den Klub zur Meisterschaft in der Superettan-Spielzeit 2022. Trotz des Durchmarschs verließ er am Ende des Jahres den Klub und schloss sich IK Sirius in der Allsvenskan an, Olof Mellberg und Andreas Engelmark übernahmen bei Bromma die Nachfolge. Nach zwei Jahren im Amt trennte sich der Klub kurz nach Abschluss der Spielzeit 2024, die er auf dem neunten Tabellenplatz beendete, vom Trainer. Wenige Wochen später wurde er von Djurgårdens IF als Assistent des kurz zuvor neu verpflichteten Cheftrainers Jani Honkavaara unter Vertrag genommen.